# Echter (Adelsgeschlecht)

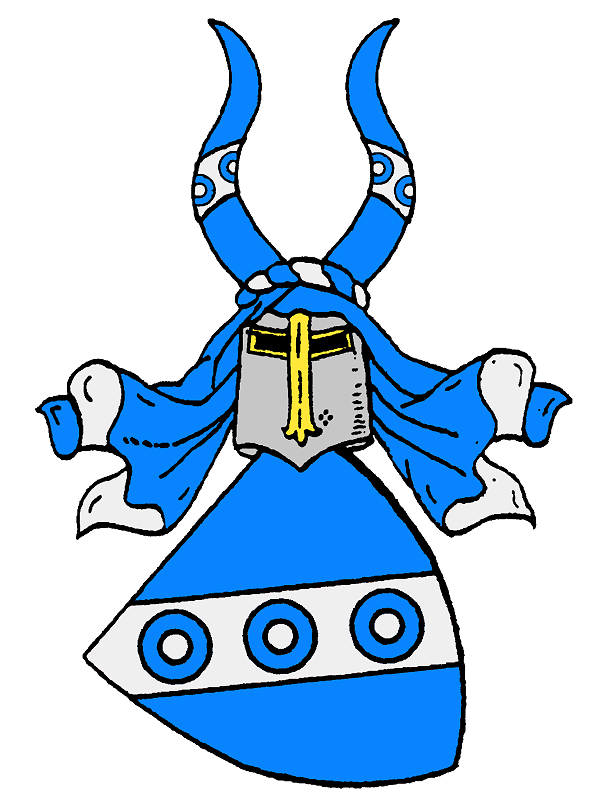
Wappen der Familie Echter

Die Echter waren ein ministeriales Adelsgeschlecht, das hauptsächlich in Diensten der Grafen von Erbach und der Mainzer Erzbischöfe stand.

## Geschichte

### Ursprünge
Die frühesten bekannten Angehörigen des Geschlechts treten im 13. Jahrhundert im Odenwald auf.
Nach einer alten Sage saßen drei Brüder der Familie auf einer Burg im Odenwaldort Weckbach, wo sie sich als Raubritter betätigten. Verfolgt durch die Truppen des Kaisers Barbarossa zogen sie sich in den Spessart zurück und siedelten sich aus Sicherheitsgründen an drei verschiedenen Orten an. Von Zeit zu Zeit trafen sie sich an einem bestimmten Ort zu Besprechungen und banden ihre Pferde an einem Pfahl fest, der mit drei Metallringen versehen war. Dieser Ort ist bis heute unter dem Namen Echterspfahl bekannt.
Die gesicherte Ahnenreihe beginnt mit Albrecht I. d. Ä. Echter, Edelknecht und kurmainzischer Wald- und Bachförster zu Wintersbach im Spessart, der, am 8. Februar 1335, in Kaufgemeinschaft mit dem Edelknecht Wortwin von Ungelaube, mit lehensherrlicher Bewilligung des Schenken Konrad zu Erbach, von dem Edelknecht Rudolf Kilian und dessen Hausfrau Christine, den Zehnt zu Beerfurth um 40 Pfund Heller auf Wiederkauf erwarb. Am 28. April 1336 erwarben sie (zwene vorgenannten edelen Knehte) den Zehnt zu 72 Pfund Heller endgültig und wurden vom genannten Schenk zu Erbach damit belehnt. Auch wegen der urkundlich belegten Kaufgemeinschaft wird eine Verwandtschaft sowie Wappengleichheit der Herren von Echter mit den von Ungeloube und den Herren von Brensbach vermutet. In einer Urkunde von 1367 wegen einer Güterübertragung des Conze von Hochhausen an dessen Bruder Hermann von Hochhausen, ist erstmals ein Siegeleinsatz der Echter schriftlich belegt. Die Zeugen Conze (Conrad) Echter und Wernher Duborn bekennen darin, ihre Siegel an diesen Brief angehängt zu haben. Ebenfalls traten die Geschlechter Starkerad/Duborn (Wappen auf der Grabplatte der Nonne Grete Duborn um 1350), von Weckbach, sowie die von Berwangen mit dem Schrägbalken, belegt mit drei Ringen, in ihren Wappen auf.

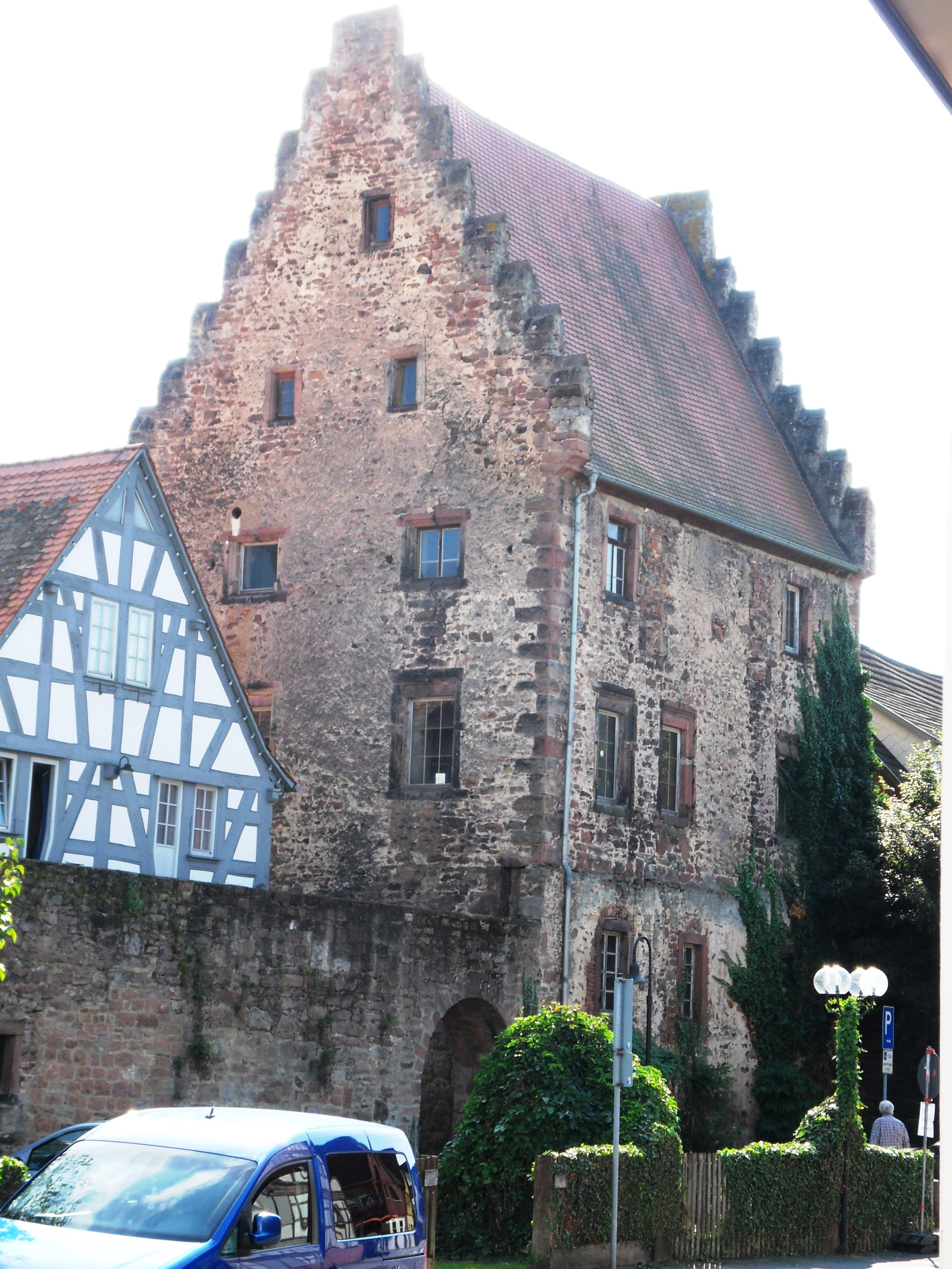
Steinernes Haus im Echter'schen Hof, seit dem 18. Jh. sogenanntes Templerhaus in Erbach, Odenwald

Als Erbacher Burgmannen waren die Echter und deren Verwandtschaft auch um die Erbacher Wasserburg angesiedelt, das heutige Schloss Erbach. Eine Burgmannensiedlung ist dort zwar erst ab 1321 urkundlich belegt, vereinzelt Erwähnung finden Erbacher Burgmannen aber schon 1206 mit Gernoldus de Ertbach als Zeuge für Pfalzgraf Heinrich, sowie 1214 mit Fridericus de Ertbach als Zeuge für Heinrich von Kühlsheim. Zumindest Fridericus de Ertbach ist als Vorfahre des ab 1257 bezeugten Erbacher Burgmannen Friedrich von Brensbach anzusehen. Die Ansiedlung von Burgmannen in Erbach ist daher zeitnah nach Errichtung der Erbacher Burg anzusetzen. Etwa um 1350 entstand als Teil der Erbacher Burgfreiheit das Steinerne Haus als an die Stadtmauer angelehnter Wohnturm, seit dem 18. Jahrhundert irrtümlich als Templerhaus bezeichnet, bereits auf Echterschem Grund. Dieser Wohnturm befand sich bis zu deren Ausgehen in deren Besitz und gilt heute als eines der bedeutendsten Baudenkmäler von Erbach. Zwei weitere Burgmannenhäuser befinden sich in der Nähe.
Nachfolgende Echter hatten in einem Seitental der Elsava vom Mainzer Erzbischof im Jahre 1412 eine Hofstätte mit Namen „am Espelborn“ geschenkt bekommen, deren Namen später zu Mespelbrunn wurde. Ab diesem Datum ist Hammann I. (1399–1427) als der zweite Stammvater dieses Geschlechtes und Gründer des Stammsitzes zu Mespelbrunn anzusehen. Mit ihm beginnt in der Familiengeschichte der neue Abschnitt der Echter als Echter von und zu Mespelbrunn.

### Weitere Geschichte

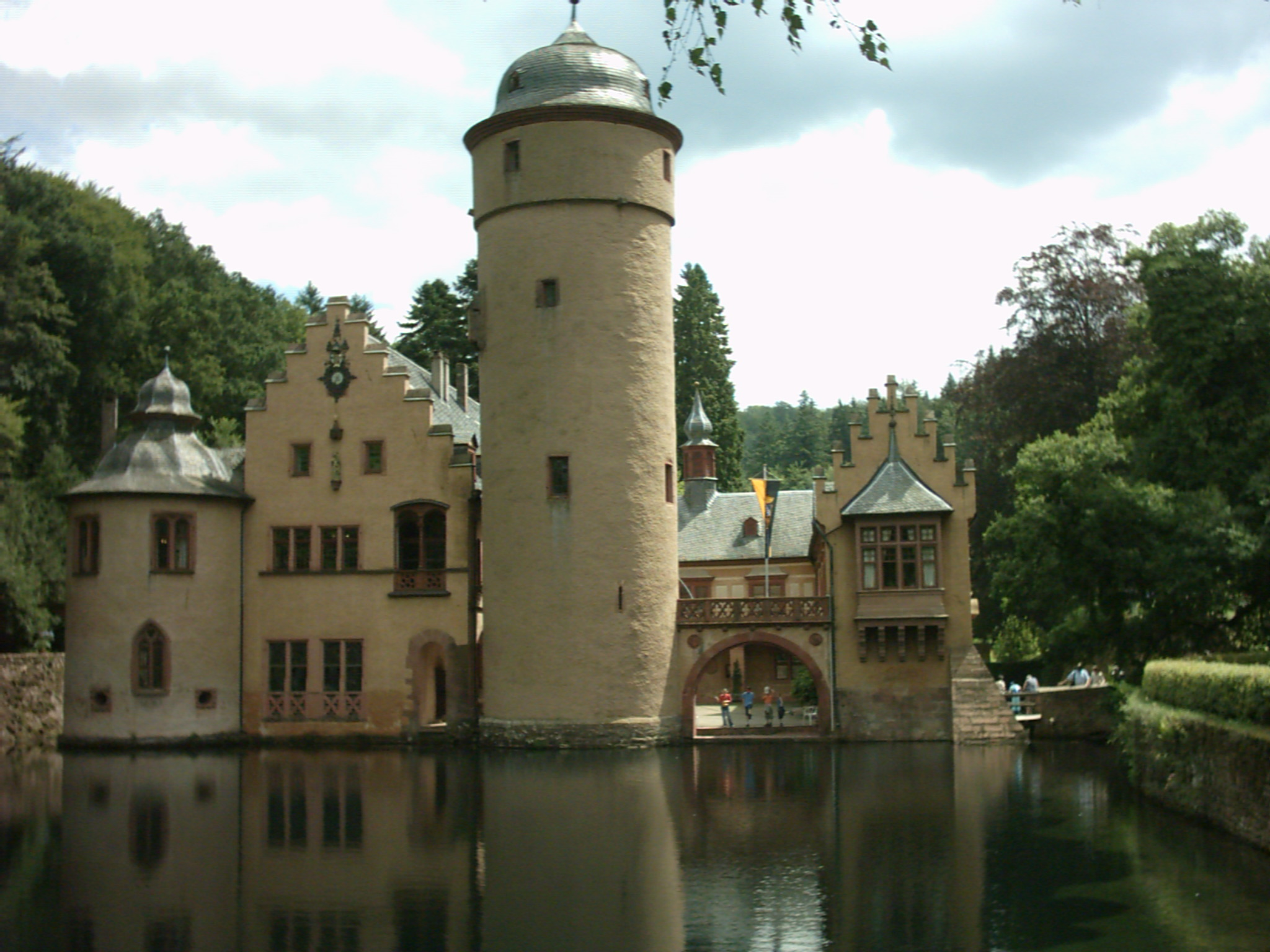
Wasserschloss Mespelbrunn

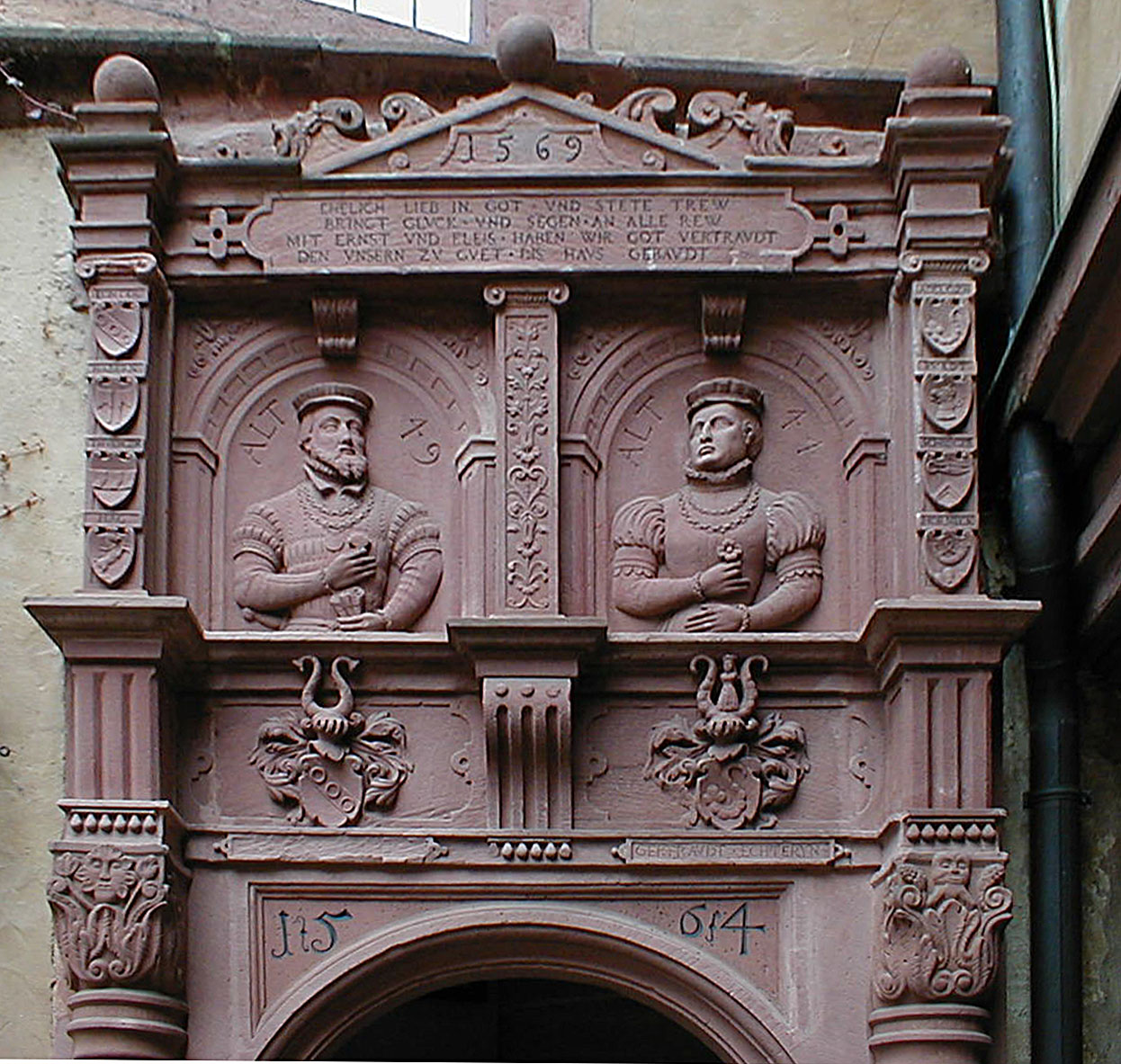
Treppenportal im Innenhof des Schlosses mit den Darstellungen von Peter und Gertrud Echter

Zu Anfang des 16. Jahrhunderts waren die Echter immer noch als höhere Beamte in kurmainzischen Diensten und bereits sehr wohlhabend geworden. Die Familie war Mitglied im Ritterkanton Odenwald, der zum fränkischen Ritterkreis gehörte. Philipp Christoph von Echter bewohnte um 1615 Schloss Walkershofen und baute die mittelalterliche Burg zu einem prunkvollen Renaissanceschloss aus. 

#### Peter und Gertrud Echter
Peter III. Echter (1520–1576) studierte in Italien und Frankreich, wohl um einen geistlichen Beruf zu ergreifen. Er heiratete dann aber 1542 die damals 17-jährige Gertrud (1525–1583) aus der Familie der Herren von Adolzheim (auch: Adelsheim) und trat als Rat in die Dienste des Mainzer Erzbischofs.
Er baute die Hofstätte „am Espelborn“ im Zeitraum von 1551 bis 1569 zum heute berühmten und viel besuchten Renaissance-Wasserschloss Mespelbrunn aus. Peter und Gertrud hatten neun Kinder:
- Adolf (1543–1600), Nachfolger des Vaters als Schlossherr von Mespelbrunn
- Julius (1545–1617), Fürstbischof von Würzburg, Gründer des Juliusspitals und der Universität Würzburg
- Sebastian (1546–1575), Rechtsgelehrter, (als Laie ausnahmsweise) begraben im Würzburger Dom[9]
- Valentin (1550–1624)
- Dietrich (1554–1601)
- Margarethe (1549–1611) verheiratet mit Hans Heinrich von Ehrenberg
- Maria (1552–1553)
- Magdalena (1556–1594) verheiratet mit Hans Fuchs von Dornheim
- Kordula (1559–1599) verheiratet mit Stephan Zobel von Giebelstadt

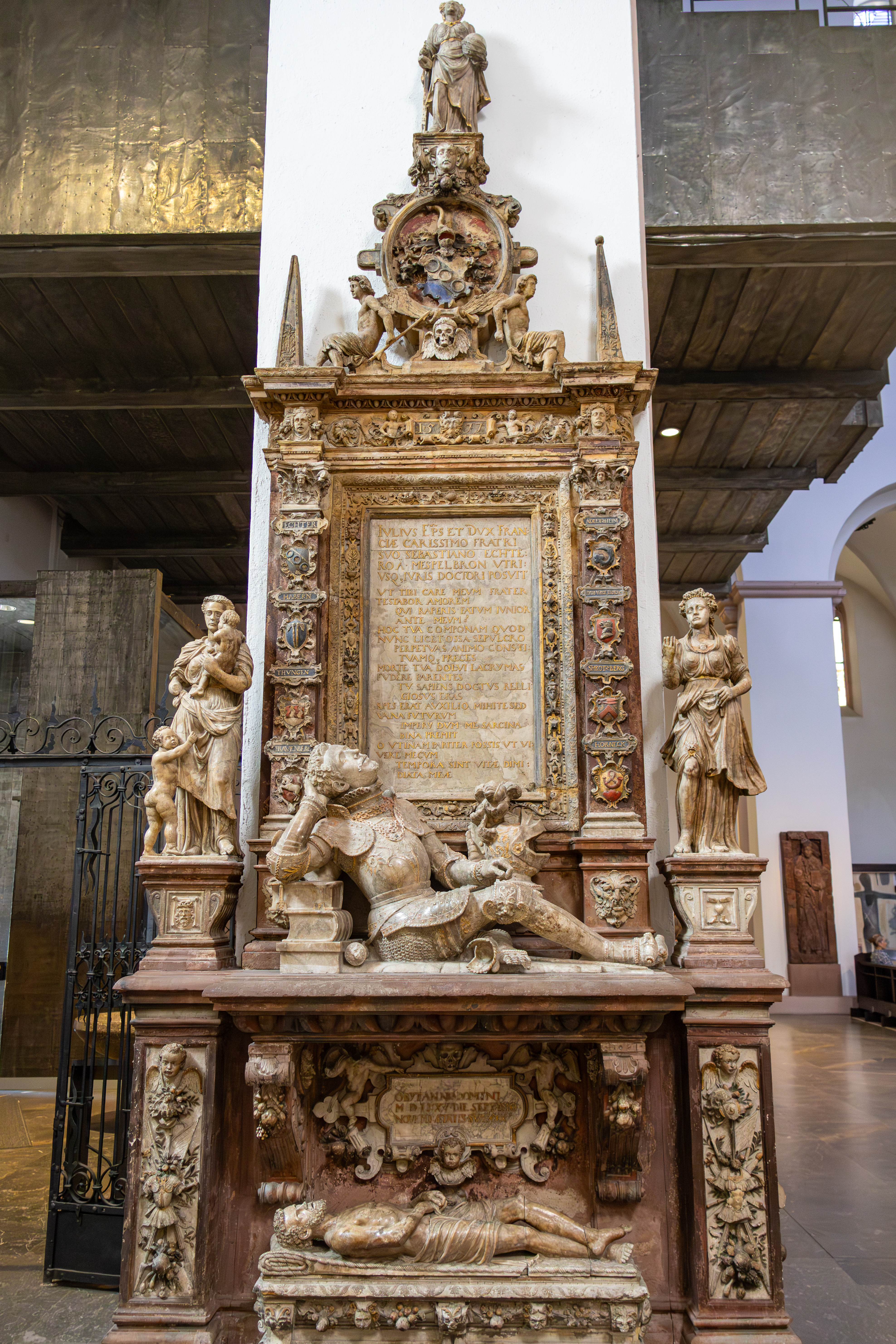
Grabmal von Sebastian Echter von Mespelbrunn im Würzburger Dom

#### Julius Echter

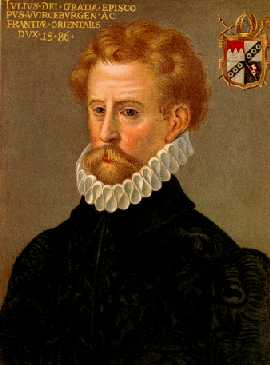
Julius Echter von Mespelbrunn (1545–1617), Fürstbischof von Würzburg

Mit Peters und Gertruds zweitem Sohn Julius (1545–1617) kulminierte die Geschichte der Familie. Julius wuchs in Mespelbrunn auf, wurde 1554 Stiftsschüler in Aschaffenburg und besuchte dann Schulen in Mainz und Köln, die Universitäten Löwen und Douai, schließlich Paris, Angers und Pavia. Ab 1559 erhielt er Pfründen als Domherr in Würzburg, Mainz und Bamberg. 1570 wurde er Domscholaster und Rat der bischöflich würzburgischen Regierungskanzlei sowie Domdechant. 1573 wurde er zum Fürstbischof von Würzburg gewählt und erhielt, wie damals üblich, erst anschließend die Priester- und Bischofsweihe. Er erwies sich als großer Bauherr und Verwaltungsreformer sowie einer der Anführer der Gegenreformation in den Jahrzehnten vor dem Dreißigjährigen Krieg, was zur Auswanderung vieler Protestanten führte. 1582 scheiterte er aber bei der Wahl zum Erzbischof und Kurfürsten von Mainz und damit zum deutschen Primas und Reichserzkanzler, der höchsten kirchlichen Position im Heiligen Römischen Reich. Bekannt wurde er als Wiederbegründer und Bauherr der Universität Würzburg 1582 und des Juliusspitals 1579, eines Hospitals für Arme und Waisen, das noch heute als Stiftung Juliusspital besteht. Er ließ die Festung Marienberg zu einem repräsentativen Schloss ausbauen und richtete dort eine umfangreiche Hofbibliothek ein. Die von ihm initiierten Renaissancebauten mit gotischen Formelementen werden als Echtergotik bzw. Echter-Stil oder Juliusstil bezeichnet, eine Form der Nachgotik.

#### Ende und Erbfall an die Ingelheim

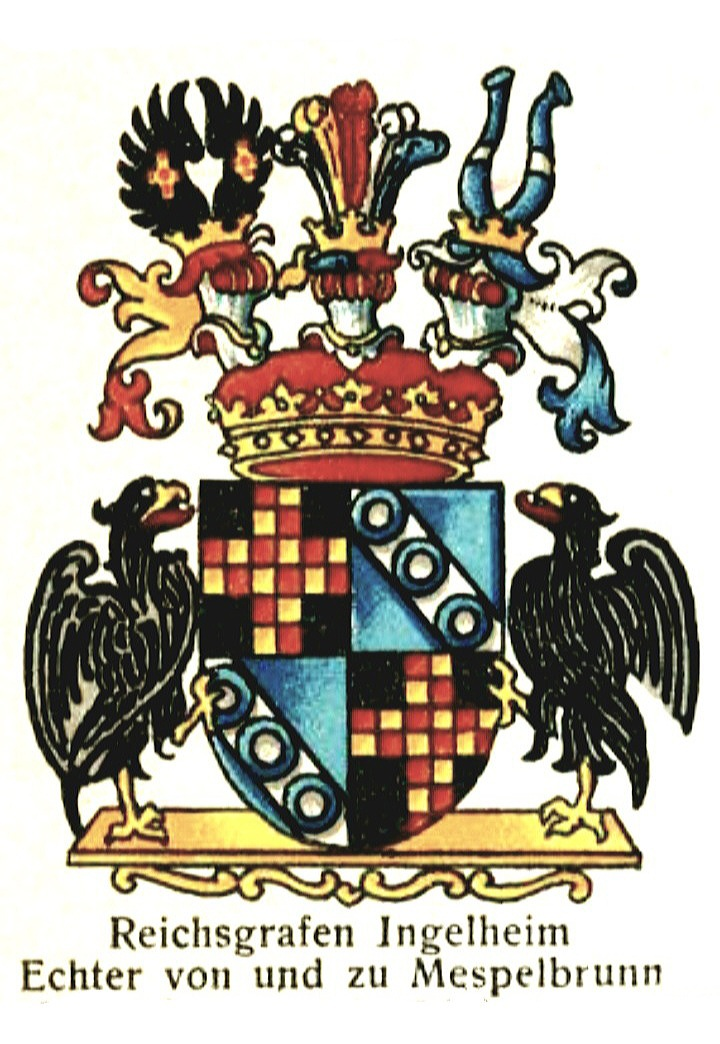
Vereintes Wappen der Grafen von Ingelheim genannt Echter von und zu Mespelbrunn

Maria Ottilia, die letzte Echterin, heiratete 1648 Philipp Ludwig von Ingelheim. Dieser entstammte einem Freiherrengeschlecht derer von Ingelheim, das später in den Grafenstand erhoben wurde. Als die Familie Echter im Jahre 1665 im Mannesstamm ausstarb, durften die beiden Familien, mit kaiserlicher Erlaubnis, ihre Namen und Wappen zusammenfügen und somit die Tradition der Familie Echter weiterführen. Noch heute lautet der Name der Familie „Grafen von Ingelheim genannt Echter von und zu Mespelbrunn“. Das neue Familienwappen vereint seitdem die Wappenschilde der beiden alten Adelsfamilien. Der Wohnsitz der Familie befindet sich bis heute im Schloss Mespelbrunn, in den nicht museal genutzten Teilen im Südflügel.

## Wappen
Das Wappen zeigt in Blau einen silbernen Schrägrechtsbalken, belegt mit drei blauen Ringen. Auf dem Helm mit blau-silbernen Decken zwei wie der Schild bezeichnete blaue Büffelhörner. Nach Becher wurde das Wappen auch von den Familien von Brensbach und von Weckbach geführt. Ebenfalls traten die Geschlechter Stakerad/Duborn, sowie die von Berwangen mit dem Schrägbalken im Wappen, belegt mit drei Ringen auf. Drei Ringe zum Anbinden der Pferde sollen der Ursprung für das Wappen der Familie Echter gewesen sein, das in vielen Darstellungen auch einen schräglinken Balken zeigt.

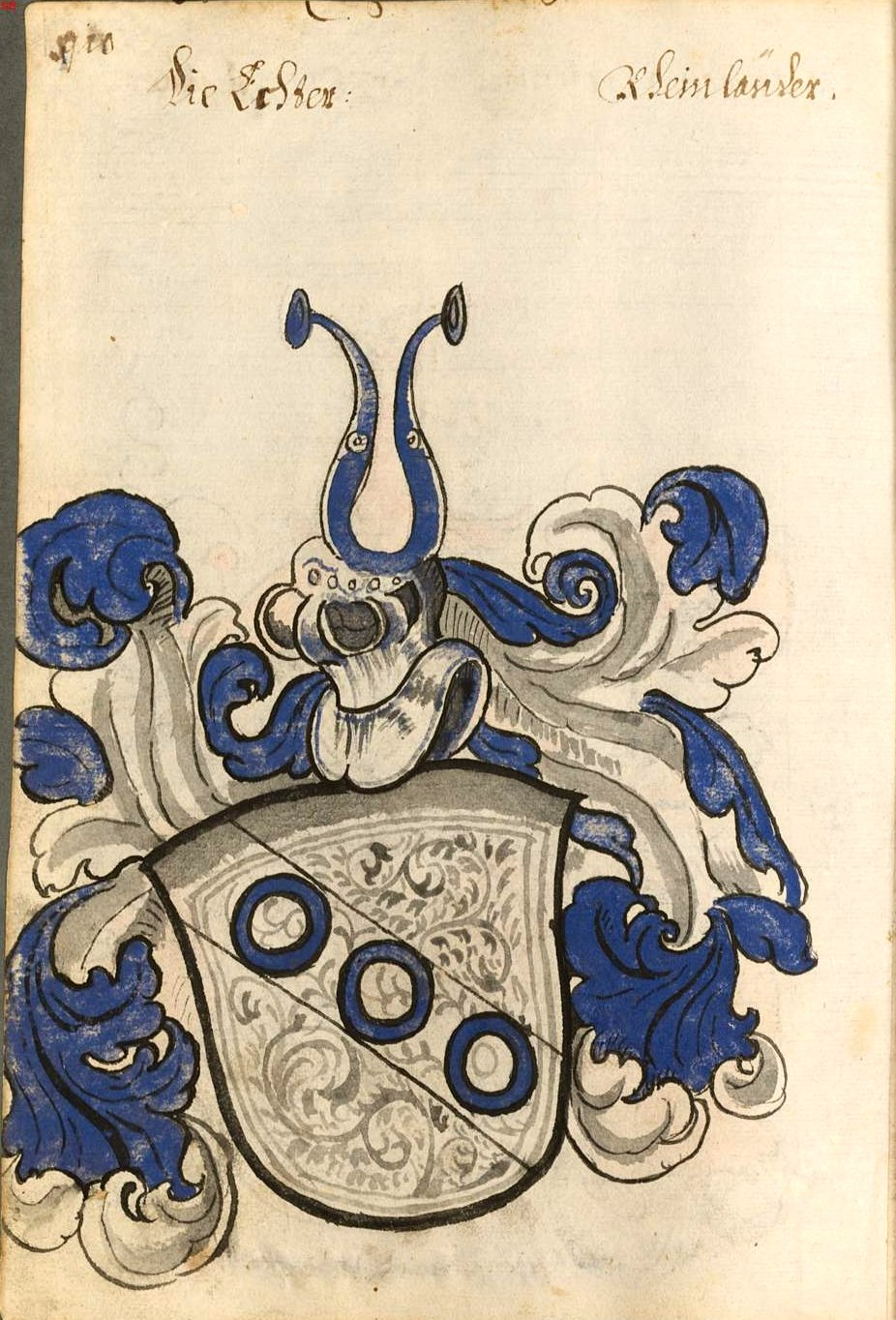
Wappen der Echter aus dem Scheiblerschen Wappenbuch, um 1450–80
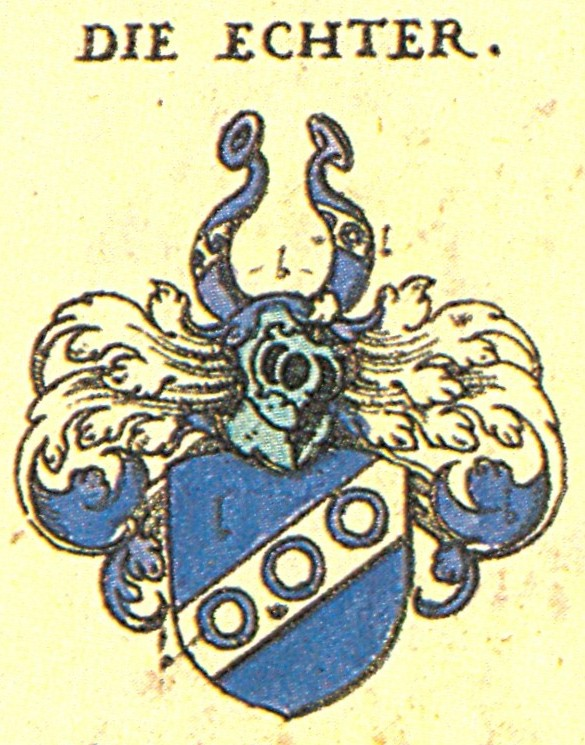
Wappen der Echter nach Siebmachers Wappenbuch 1605
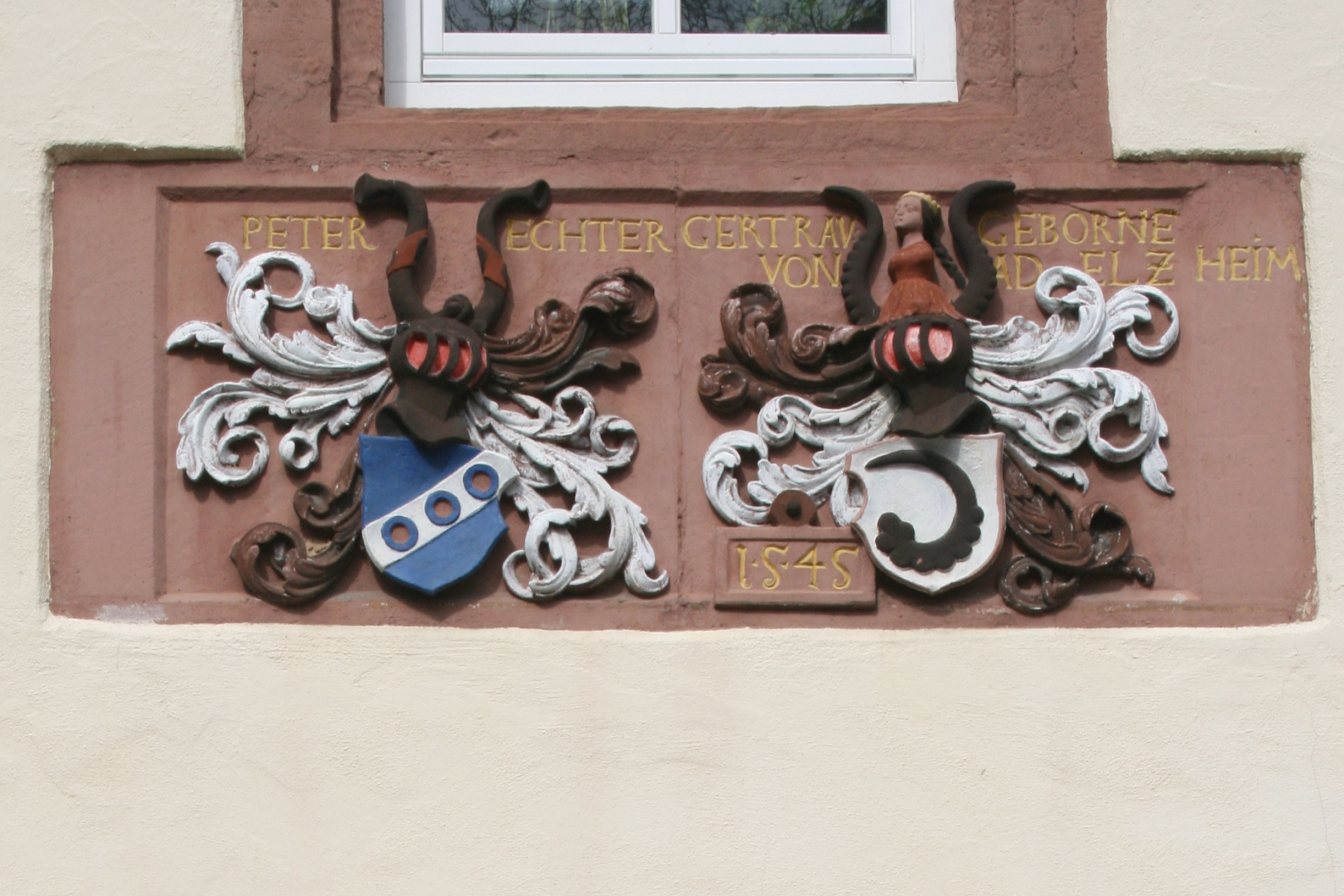
Wappen von Peter Echter und Gertrud, geb. von Adelsheim, am Hof der Familie in Erbach
Grenzstein mit Wappen der Familie Echter in der Nähe des Echterspfahls
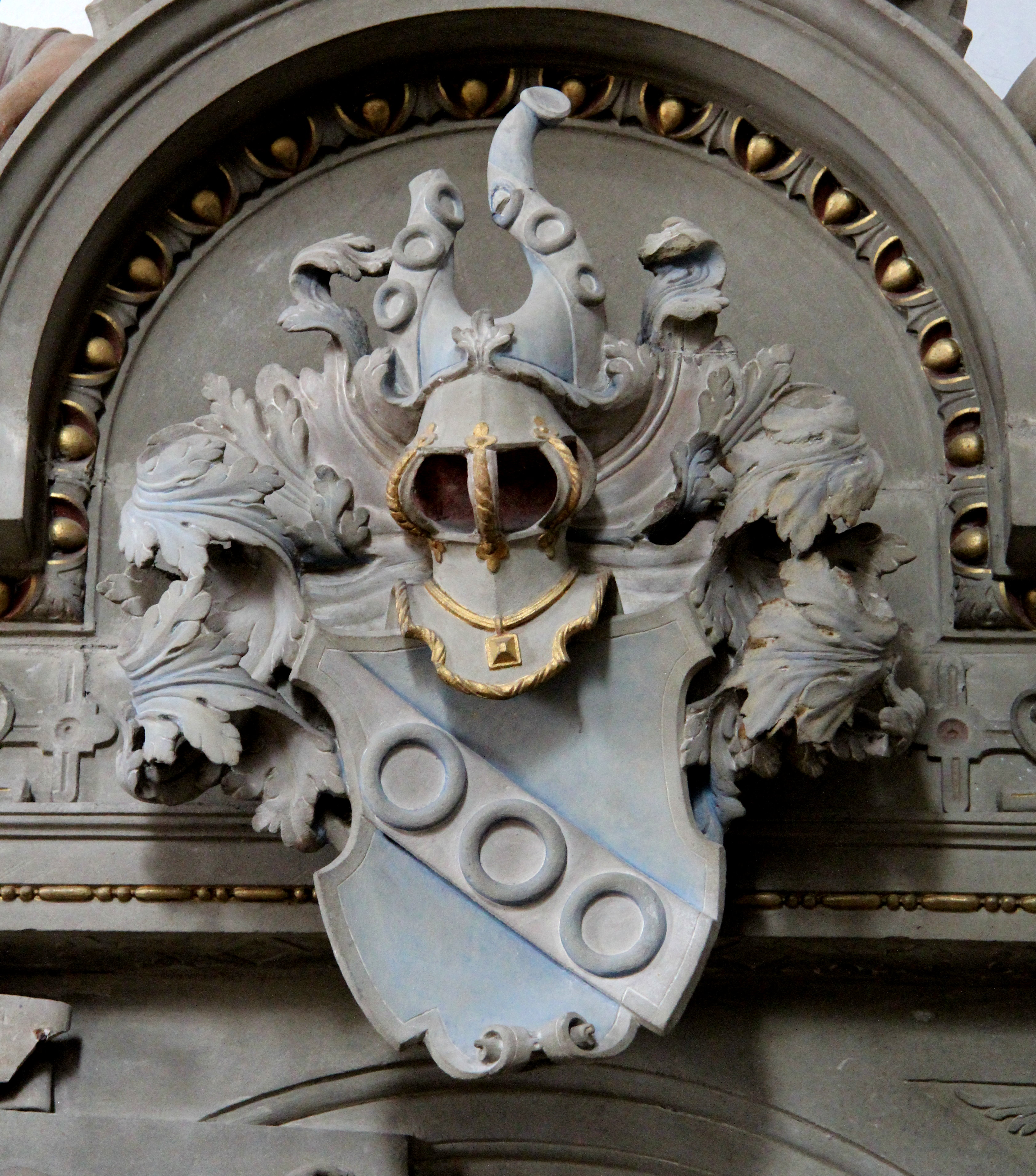
Wappen in der Wallfahrtskirche Hessenthal

Das Wappen mit den drei blauen Ringen ist heute Bestandteil der folgenden Orts- und Landkreiswappen:

Landkreis Aschaffenburg
Mespelbrunn
Dammbach
Riedbach